# Ólafur Davíðsson (Diplomat)
Ólafur Davíðsson (* 1942 in Reykjavík) ist ein isländischer Diplomat.

## Leben
Ólafur Davídsson studierte von 1962 bis 1968 Volkswirtschaft in Kiel und Heidelberg. 1968 schloss er sein Studium als Volkswirt an der Christian-Albrechts-Universität zu Kiel ab. Nach dem Studium arbeitete er von 1969 bis 1982 am Nationalen isländischen Wirtschaftsinstitut in Reykjavík, die letzten beiden Jahren als Direktor. Es folgte dann von 1983 bis 1991 eine Tätigkeit als Geschäftsführer des Isländischen Industrieverbandes. Außerdem war er Mitglied des Beratenden Komitees der Europäischen Freihandelsassoziation (EFTA). Von 1988 bis 1990 hatte er den Vorsitz des Komitees inne. Darüber hinaus gehörte er von 1983 bis 1991 dem Vorstand des isländischen Industrie-Darlehensfonds an und war von 1986 bis 1992 Vorsitzender des Vorstands der Finanz- und Entwicklungsgesellschaft Islands.
1992 wurde er Staatssekretär im Amtsbereich des Ministerpräsidenten, das Amt bekleidete er bis 2004. Von 2000 bis 2004 vertrat er Island als stellvertretender Bevollmächtigter beim Internationalen Währungsfonds. Das isländische Exekutivkomitee zur Privatisierung leitete er von 2002 bis 2004.
2005 wurde er isländischer Botschafter in Deutschland mit Sitz in Berlin. Zugleich war er auch isländischer Botschafter in Bulgarien, Kroatien und Polen. Sein Amt hatte er bis 2010 inne.
Er ist verheiratet und Vater dreier Kinder.